# Porcellionides stricticauda
Porcellionides stricticauda là một loài chân đều trong họ Porcellionidae. Loài này được Dollfus miêu tả khoa học năm 1893.